# Източен регион (Гана)
Източният регион (на английски: Eastern Region) е един от регионите на Гана. Площта му е 19 323 квадратни километра, а населението 3 171 740 души (по изчисления от септември 2018 г.). Столицата на региона е град Кофоридуа. Изочният регион е разделен на 17 общини.